# Tangled Up
Tangled Up é o quarto álbum de estúdio do girl group britânico Girls Aloud. Foi lançado em 19 de novembro de 2007 pela gravadora "Fascination Records" no Reino Unido. Assim como seus trabalhos antigos, Tangled Up é produzido pela equipe de Brian Higgins e de Xenomania. O grupo também lançou-se em uma turnê com o mesmo nome, "Tangled Up Tour", de maio a agosto de 2008

## Informações
O título do álbum, Tangled Up, vem de um verso da música "Close to Love", a segunda faixa do álbum. As Girls Aloud co-escreveram duas das doze faixas do álbum, sendo elas "Sexy! No No No..." e "Crocodile Tears". O grupo também co-escreveu e gravou uma música chamada "Hoxton Heroes", que satiriza as bandas indie. A canção foi considerada muito controversa para o CD e, por isso, ficou de fora do álbum. No entanto, a canção foi lançado como um b-side do single de "Can't Speak French".
O álbum levou cerca de seis meses para ser gravado. O processo iniciou-se com cada uma das garatas falando ao produtor Brian Higgins sobre suas vidas, e então ele "tomou inspiração de tudo isso". Nadine Coyle disse que com este álbum "as canções estão todas na mesma linha, enquanto nos outros, elas haviam sido bastante aleatórias". Em uma entrevista para o site da gravadora "Fascination Records", Cheryl Cole disse que o álbum foi "feito com uma direção mais madura".
Em 25 de janeiro de 2008, o Tangled Up foi certificado com o Disco de Platina.

## Faixas e formatos

### Edição Normal
A edição normal do álbum não possui foto das garotas na capa nem a letra das canções em seu encarte.
1. "Call the Shots" (M. Cooper, B. Higgins, T. Powell, G. Sommerville, L. Cowling) - 3:45
2. "Close to Love" (M. Cooper, B. Higgins, T. Powell, N. Coler, J. Lei, L. Cowling) - 3:53
3. "Sexy! No No No..." (Xenomania, Nazareth, Girls Aloud) - 3:18
4. "Girl Overboard" (M. Cooper,  B. Higgins, T. Powell, N. Coler, J. Lei) - 4:11
5. "Can't Speak French" (M. Cooper, B. Higgins, T. Powell, N. Coler, J. Lei, C.M. Williams) - 4:04
6. "Black Jacks" (M. Cooper,  B. Higgins, T. Powell, N. Coler, L. Cowling) - 4:20
7. "Control of the Knife" (M. Cooper, B. Higgins, J. Shave, G. Sommerville) - 3:51
8. "Fling" (M. Cooper,  B. Higgins, C.M. Williams, T. Powell, N. Coler, Moguai) - 4:13
9. "What You Crying For" (M. Cooper,  B. Higgins, T. Larcombe, L. Cowling, M. Boyle) - 3:44
10. "I'm Falling" (M. Cooper, B. Higgins, T. Powell, Y. Maru'e, N. Scarlett) - 4:01
11. "Damn" (M. Cooper, B. Higgins, T. Powell, N. Coler, L. Cowling) - 3:46
12. "Crocodile Tears" (M. Cooper, Girls Aloud, B. Higgins, T. Powell, N. Coler, G. Sommerville, T. Larcombe) - 4:18

### Edição de colecionador
A edição de colecionador do Tangled Up possui as mesmas faixas da versão original, porém com uma capa alternativa, com a foto das garotas. Esta edição também acompanha a letra das músicas e cinco postcards autografados.

### Mixed Up
Esta é uma edição extra e limitada apenas com remixes. Jewels & Stone são os responsáveis pelo álbum, e todos os direitos pelo álbum os pertence. Embora o álbum divulgue uma tracklist com 8 faixas, o álbum na verdade possui uma faixa apenas, de um megamix de 38 minutos, com as 8 faixas listadas.
1. "The Show" (Tony Lamezma Club Mix) (M. Cooper, B. Higgins, L. Cowling, J. Shave, T. Powell, Xenomania) - 3:43
2. "No Good Advice" (Doublefunk Clean Vocal Mix) (M. Cooper, B. Higgins, L. Cowling, N. Coler, L. Nystrom, Xenomania) - 5:19
3. "I Think We're Alone Now" (Tony Lemezma Baubletastic Remix) (R. Cordell) - 5:10
4. "Sexy! No No No..." (Tony Lamezma's "Yes Yes Yes" Mix) (Xenomania, Nazareth, Girls Aloud) - 5:53
5. "Something Kinda Ooooh" (Tube City Remix) (M. Cooper, B. Higgins, T. Powell, N. Coler, J. Lei, G. Sommerville) - 4:40
6. "Wake Me Up" (Tony Lamezma's "Love Affair") (M. Cooper, B. Higgins, T. Powell, S. Lee, L. Cowling, P. Woods, Y. Marue) - 5:09
7. "Jump" (Almighty Vocal Mix) (G. Skardina, M. Sharron, S. Mitchell) - 4:09
8. "Biology" (Tony Lamezma Remix) (M. Cooper, B. Higgins, L. Cowling, G. Somerville) - 4:23

## Singles

### Sexy! No No No...
O primeiro single do álbum Tangled Up foi "Sexy! No No No...", lançado no formato digital em 31 de agosto de 2007, e no formato físico em 3 de setembro de 2007. A canção foi co-escrita pelas Girls Aloud, e Sarah Harding descreveu-a no site oficial do grupo como "agitada", e um grande avanço no som do grupo.
O single alcançou a 5ª posição no UK Singles Chart, e passou, no total, treze semanas no top 75.
O videoclipe de "Sexy! No No No..." foi filmado no início da semana de 16 de julho. Nos bastidores do programa "T4 on the Beach", Kimberley Walsh disse que esse vídeo foi o mais artístico e agitado que o grupo já fez. Nele, as garotas aparecem vestindo catsuits e vestidos vermelhos infláveis, com longos cílios e maquiagem pesada.

### Call the Shots
O segundo single foi lançado uma semana após o álbum, em 26 de novembro de 2007. "Call the Shots" alcançou a terceira posição no UK Singles Chart, e o topo das paradas da Croácia e Eslovênia.
Cheryl Cole disse ao jornal britânico "Daily Star" que "Call the Shots" é sua canção preferida do álbum, e ainda declarou que a música "lhe dá arrepios". Artistas como Mark Morriss, Smashing Pumpkins, David Jordan e Coldplay apresentaram suas versões para a canção em performances ao vivo.
O vídeo de "Call the Shots" foi filmado em Malibu, Califórnia, e dirigido por Sean de Sparengo. As garotas aparecem com vestidos roxos, em uma praia de Malibu a noite, com tecidos brancos e tochas em chamas em volta delas.
Recentemente a música ganhou o "Popjustice £20 Music Prize 2008", que elege a melhor música do ano anterior. "Call the Shots" venceu candidatos como "About You Now" das Sugababes e "Bleeding Love" de Leona Lewis.

### Can't Speak French
O terceiro e último single do álbum foi "Can't Speak French". Em 24 de fevereiro de 2008, quatro semanas antes do seu lançamento, o single entrou no UK Singles Chart em 49º lugar. Após o lançamento do formato físico do single, em 17 de março de 2008, a canção alcançou o 9º lugar no UK Singles Chart e o 12° lugar na Irlanda.
O clipe de "Can't Speak French" foi filmado no final de janeiro de 2008 em Londres, com direção do diretor americano Petro. Nele as Girls Aloud estão vestidas em trajes inspirados no filme francês do século XVIII, Maria Antonieta. Elas entram em uma sala onde está acontecendo um jantar, e passam a seduzir os convidados.

## Desempenho nas paradas e certificações
Tangled Up estreou na parada de álbuns do Reino Unido em 4º lugar. O álbum foi diminuindo constantemente, antes de voltar para o Top 30 com o lançamento de "Can't Speak French" e mais tarde ao Top 20, em 12º lugar. Na parada de álbuns da Irlanda, estreou em 25º lugar. Quando lançado o single "Can't Speak French", e iniciada a turnê, o álbum voltou ao Top 40, onde permaneceu até meados de junho.

### Posição nas paradas
| Chart (2007)                               | Posição | Certificação    |
| ------------------------------------------ | ------- | --------------- |
| Reino Unido - Albums Chart                 | 4       | 490,000 Platina |
| Irlanda                                    | 25      | Ouro            |
| Reino Unido - Chart de final de ano (2007) | 68      |                 |
| United World Chart                         | 45      |                 |